# Hiệp hội Phân bón Việt Nam
Hiệp hội Phân bón Việt Nam là tổ chức xã hội nghề nghiệp, phi chính phủ, phi lợi nhuận của những người, doanh nghiệp, tổ chức hoạt động trong các lĩnh vực sản xuất, kinh doanh, dịch vụ, xuất nhập khẩu, sử dụng phân bón và các mặt hàng liên quan tại Việt Nam. Hiệp hội dịch tên ra tiếng Anh là Fertilizer Association of VietNam, viết tắt là FAV .
Hiệp hội Phân bón Việt Nam được thành lập trên cơ sở Quyết định của Hội đồng Bộ trưởng Số 39/CT ngày 28 tháng 1 năm 1992 . Điều lệ Hiệp hội hiện hành được Bộ Nội vụ phê duyệt tại Quyết định số 1006/QĐ-BNV ngày 11 tháng 7 năm 2006 
Văn phòng Hiệp hội đặt tại địa chỉ P.202, Nhà E3A, Khu đô thị mới Yên Hoà, quận Cầu Giấy, Hà Nội, Việt Nam .